# トシル基

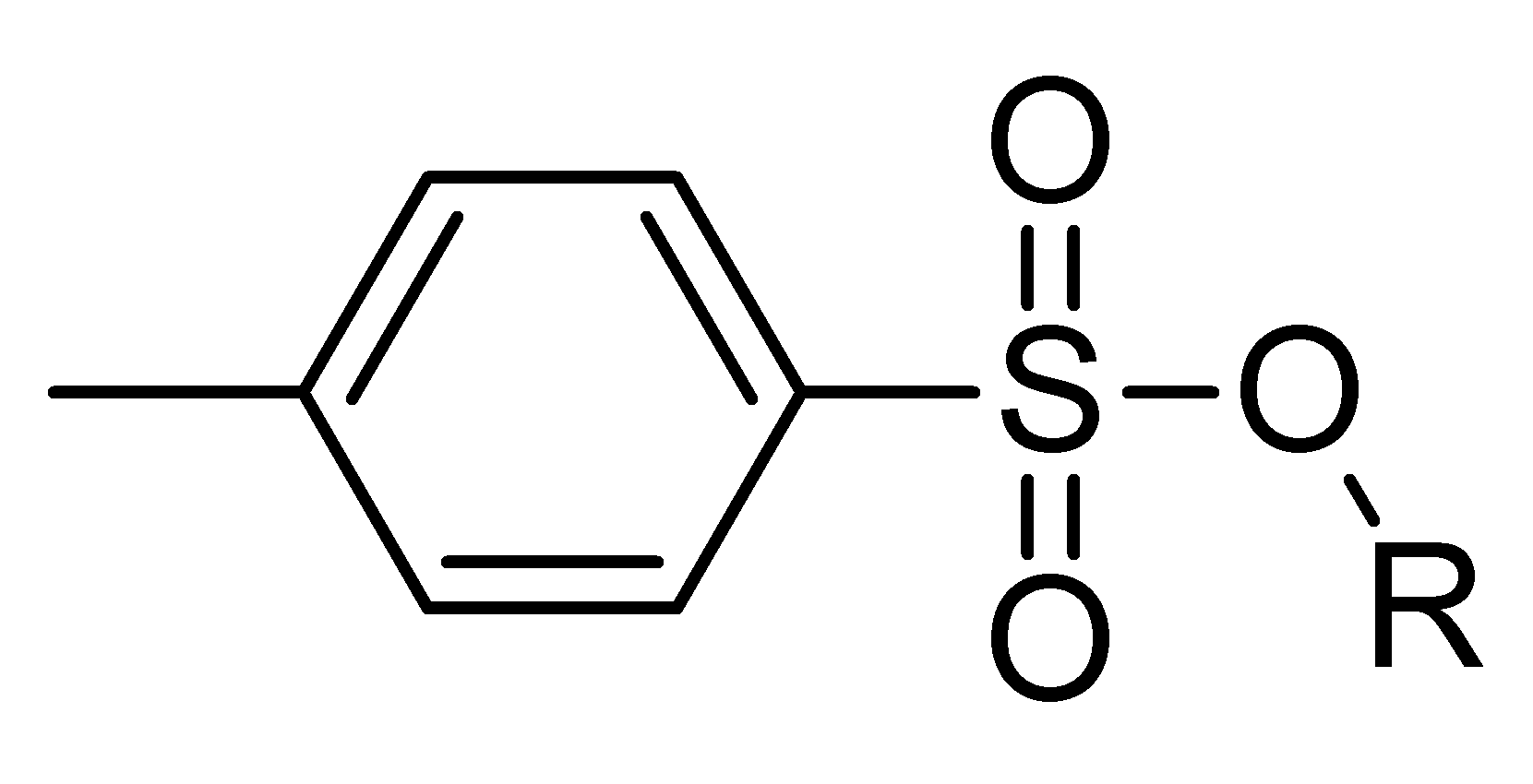
トシラートエステルの一般構造式。トシル基で保護されたアルコールにあたる

トシル基（トシルき、tosyl group）とは、有機化学における官能基のひとつ。p-トルエンスルホニル基 (p-toluenesulfonyl) の略称で、パラトルエンスルホン酸 (tosic acid) からヒドロキシ基を除去した構造(p-H3C-C6H4-S(=O)2-)の1価の基。Ts、Tos と略記される。アルコールやフェノールのヒドロキシ基と縮合させ、求核置換反応や脱離反応に対する反応性を強める目的で用いられる。アルコールと縮合してできるスルホン酸エステルは トシラート(tosylate)、トシル基を導入する反応は トシル化(tosylation)と呼ばれる。

## 導入
アルコールをトシル化する場合、通常はピリジンを溶媒として塩化パラトルエンスルホニル(TsCl)を作用させる。　{\displaystyle {\ce {{ROH}+{TsCl}+C5H5N->{ROTs}+C5H5N\cdot HCl}}}
ピリジンの溶媒量が少ないと反応が完結せず、多いと一旦出来たトシラートがクロリドに転化する副反応が併発しやすい。この問題を解決するため、TsCl + Et3N + Me3N・HCl またはMe2N(CH2)3NMe2を用いる非常に高速で堅牢な方法が最近使用されている。

トシル基はアミンの保護に用いられることもある。導入の手法はアルコールのトシル化と同様で、トシルアミドが得られる。しかし、実際どのようにしてこのような生成物が得られるかは不明である。

## 反応性
アニオンTsO-はトシラートアニオンと呼ばれ、負電荷が3個の酸素の上に非局在化して安定化している。そのため、トシルオキシ基TsOは脱離能のよい置換基として振る舞う。アルコールをトシル化したトシラートエステルに求核剤を作用させると下式のようにしてトシラートアニオンが脱離する求核置換反応が起こる。この脱離性は母化合物のヒドロキシ基の脱離能に比べはるかに高い。
{\displaystyle {\ce {{ROTs}+ Nu^- -> {RNu}+ TsO^-}}}